# Coradion melanopus
Coradion melanopus · Coradion à deux taches
Espèce
Synonymes
- Chaetodon melanopus Cuvier, 1831
- Tetragnoptrus melanopus (Cuvier, 1831)

Statut de conservation UICN

 LC  : Préoccupation mineure
Coradion melanopus, communément nommé Coradion à deux taches, est une espèce de poisson marin de la famille des Chaetodontidae.

## Description
La taille maximale du C. melanopus est de 15 cm .

## Répartition
Le Coradion à deux taches est présent dans les eaux tropicales de la zone centrale de la région Indo-Pacifique soit de l'Indonésie à la Papouasie-Nouvelle-Guinée et aux Philippines,.

## Taxonomie
Le nom valide complet (avec auteur) de ce taxon est Coradion melanopus (Cuvier, 1831).
Coradion melanopus a pour synonymes :
- Chaetodon melanopus Cuvier, 1831
- Tetragnoptrus melanopus (Cuvier, 1831)

## Publication originale
- G. Cuvier et A Valenciennes, Histoire naturelle des poissons., t. septième. Livre septième. Des Squamipennes. Livre huitième. Des poissons à pharyngiens labyrinthiformes, Paris, F. G. Levrault, 1831, 531 p. v. 7: i-xxix + 1-531, Pls. 170-208. [Cuvier authored pp. 1-440, Valenciennes 441-531. i-xxii + 1-399 in Strasbourg edition.]